# Autostrada A7 (România)
Autostrada A7, denumită și Autostrada Moldovei sau Autostrada Unirii Principatelor Române , este o autostradă aflată în construcție în România, care ar trebui să aibă capetele la Ploiești și Siret (granița cu Ucraina). Primele construcții pe o porțiune din ea au fost începute în 2016 și abandonate în anul următor, pentru a fi reluate de un nou constructor abia în primăvara lui 2019.
Conform Master Planului General de Transport aflat în faze avansate de validare în vara lui 2016, un drum rapid cu numărul 7 ar urma să înceapă la Buzău, din șoseaua Muntenia Expres, și să ducă spre nord la Focșani și Bacău, apoi mai departe în zona Roman–Pașcani (unde urmează să aibă un nod de legătură cu o altă autostradă aflată în plan, Autostrada A8 Târgu Mureș-Iași) și apoi spre nord la Suceava și la granița cu Ucraina; porțiunea dintre granița cu Ucraina și Pașcani urmează să fie realizată ca drum expres; cea între Pașcani și Bacău — ca autostradă, iar porțiunea de la Bacău la Buzău va fi realizată ca drumul expres Ploiești-Bacău, împreună cu porțiunea Ploiești–Buzău din drumul rapid 5. 
Studiile de fezabilitate au relevat însă necesitatea ca tot drumul până la Siret să fie realizat ca autostradă, doar conexiunea cu frontiera ucraineană rămânând a fi un drum expres.

## Concepția
Inițial, ramura sudică a acestei șosele nu a avut prioritate pentru guvernul român; în primul deceniu al secolului al XXI-lea, se imagina o legătură Ploiești–Focșani, urmată de un drum către Huși și Albița la granița cu Republica Moldova. Ulterior, Master Planul General de Transport elaborat în 2013 a păstrat legătura Ploiești–Focșani, urmată însă în sectorul moldovenesc de o legătură spre Bacău și spre nord către Ucraina. În document, aceasta figurează ca drum expres, dar face parte din rețeaua europeană TEN-T Core, care primește finanțare prioritară din partea Comisiei Europene. Astfel, în 2016, ruta a căpătat prioritate și s-a pornit licitarea studiului de fezabilitate cu proiect tehnic pe segmente: Ploiești–Buzău, Buzău–Focșani, Focșani–Bacău și Bacău–Pașcani. Licitația cerea un proiect de „drum de mare viteză”, iar în urma clarificărilor ulterioare s-a arătat că aceasta trebuie interpretată în sensul cerinței de a se proiecta un drum din clasa tehnică I (a autostrăzilor). În luna iulie se depuseseră oferte și proiectele au intrat în faza de analiză a acestora.
Necesitarea centurii Bacăului era însă evidentă dinainte, întrucât orașul este traversat de DN2 (care poartă traficul unui drum european din ce în ce mai circulat). Exista deja un studiu de fezabilitate în 2012, care atunci a fost modificat pentru a transforma ruta în autostradă.

### Drum expres sau autostradă
Porțiunea între Ploiești și Focșani era inițial prevăzută ca o autostradă de-a lungul coridorului pan-european IX, dar după 2012, planurile Guvernului s-au reorientat spre realizarea prin autostrăzi și drumuri expres a unei rute care să urmeze în principal cursul râului Siret, în linie cu rețeaua europeană TEN-T Core. Ea va urma traseul: Ploiești–Buzău–Focșani–Adjud–Bacău.

Ruta inițială propusă pentru autostrada Ploiești-Albița (2010)

În 2014, guvernul a contractat realizarea studiului de fezabilitate pentru diferite segmente ale acestui traseu, iar în propunerea de master plan de transport lansată în dezbatere publică în același an, ruta Ploiești–Focșani apărea ca drum expres, iar porțiunea Focșani–Albița era eliminată, respectivul drum expres urmând teoretic a se continua către Bacău, dar soluția finală a fost stabilită doar în urma studiului de fezabilitate, lansat în anul 2016, și executat de către firma Consitrans începând cu toamna lui 2018.
În 2021, Consitrans a finalizat studiile de fezabilitate și a început să livreze proiecte tehnice, începând cu porțiunea Ploiești–Buzău.
Pentru combaterea efectelor pandemiei de COVID-19, Comisia Europeană a decis formarea unui fond pentru redresarea economiei europene, corelat cu obiective de creștere sustenabilă, tranziție verde și digitală. România  a alcătuit astfel Planul Național de Redresare și Reziliență (PNRR), un portofoliu de proiecte finanțabile prin acest instrument până în 2026. Deși în mod normal acest plan nu era destinat infrastructurii rutiere mari, importanța acestui tronson, combinată cu disponibilitatea autorităților române de a include stații de încărcare electrice, infrastructură pentru biciclete și perdele forestiere, au făcut ca tronsonul să fie finanțabil prin PNRR.

## Construcția

### Centura Bacăului

Schița centurii Bacăului

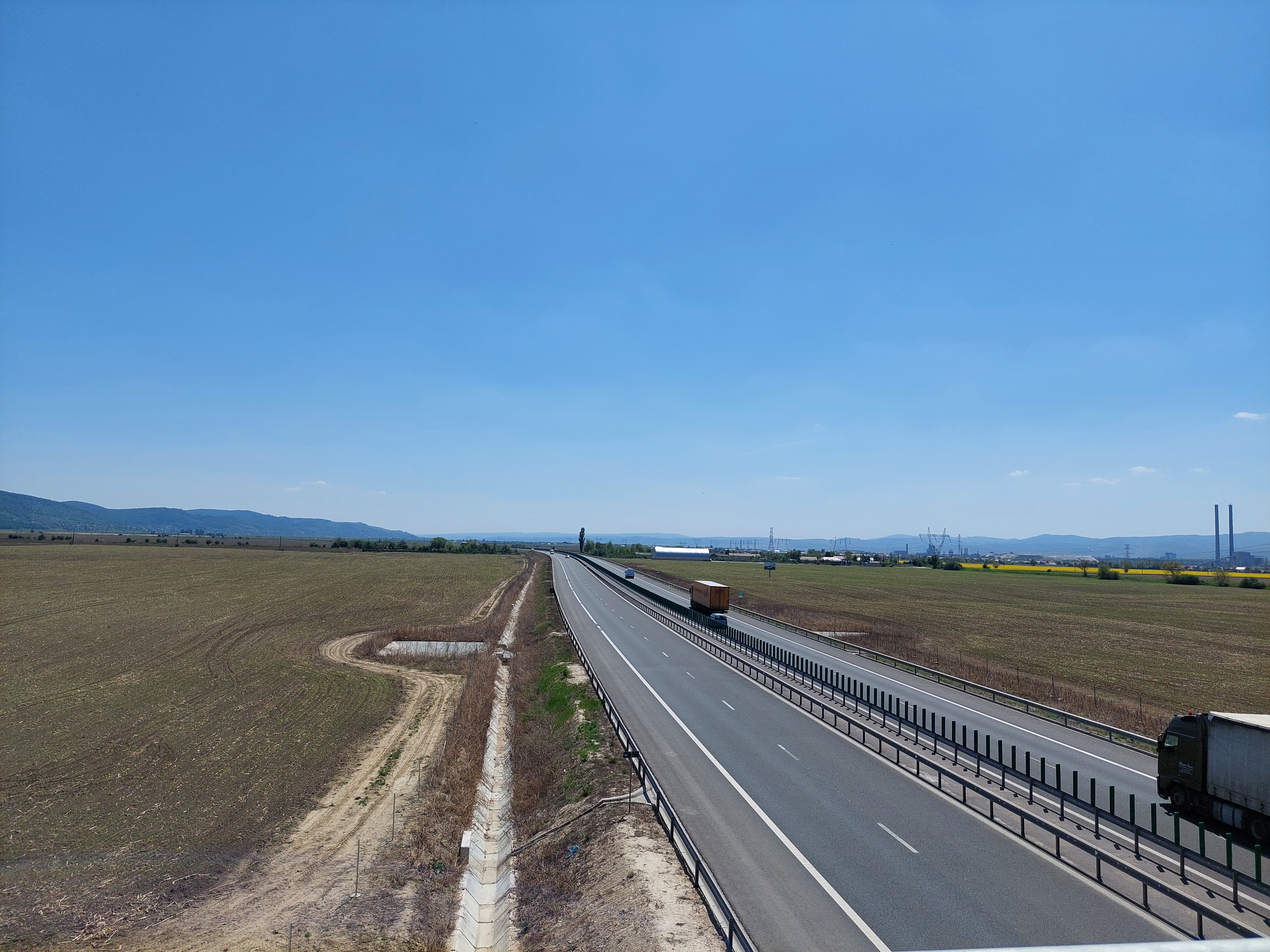
Autostrada A7 Centura Bacău

Primul segment pentru care s-au contractat lucrările a fost centura orașului Bacău. În 2015, în urma unei licitații publice, s-a semnat contractul de realizare a centurii, din care partea estică se suprapune peste autostrada A7, cu firma Eko Inşaat Ve Tic. În același an, s-au emis autorizația de construire și ordinul de începere a lucrărilor, dar finanțarea a întârziat, și astfel, lucrările la centura Bacăului au început abia în vara lui 2016; inițial, porțiunea de autostradă urma a fi realizată ca semiprofil de autostradă la nivel de asfalt (un singur sens asfaltat), dar cu terasament și pentru al doilea sens, acesta urmând a fi adus la stadiu final în cadrul altui contract.
Eko Inşaat a efectuat descărcări arheologice și a început lucrul la unele structuri, înainte de a cere în primăvara lui 2017 rezilierea contractului din cauza problemelor financiare pe care le întâmpina compania. În acel an, Compania Națională de Administrare a Infrastructurii Rutiere (CNAIR) a lucrat pentru pregătirea unei noi licitații pentru centura Bacăului, de această dată cu porțiunea ce face parte din A7 proiectată ca autostradă la profil complet. Licitația a apărut în Sistemul Electronic de Achiziții Publice în decembrie 2017, după ce documentația fusese respinsă de două ori de autoritatea care controlează achizițiile publice. Lucrarea a fost atribuită în 2018 firmei UMB Spedition, care a efectuat în toamna acelui an și iarna următoare proiectarea, lucrările efective începând în primăvara lui 2019.

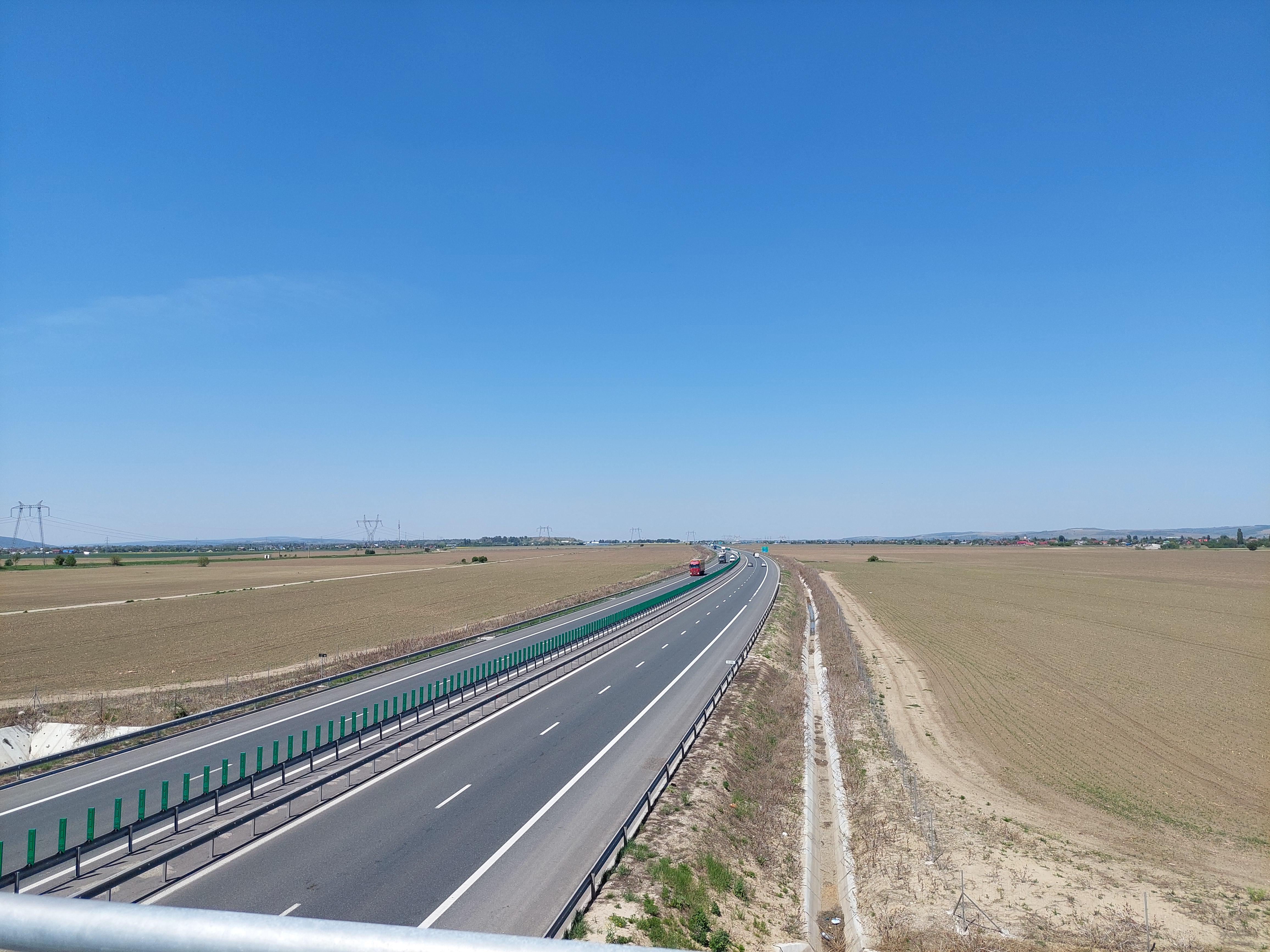
Autostrada A7 Centura Bacău

Porțiunea de A7 care reprezintă centura Bacăului a fost finalizată în 2020 și dată în folosință la începutul lui decembrie în acel an.

### Construcția finanțată prin PNRR
În decembrie 2020 au fost terminate investigațiile geotehnice pentru tronsoanele Ploiești – Buzău (63,25 km) și Buzău – Focșani (83,07 km) din Autostrada Moldovei (A7). Au fost predate și studiile de fezabilitate pentru aceste două tronsoane din șoseaua de mare viteză care unește București de Moldova. Pentru tronsonul Focșani – Bacău (96,05 km) au început investigațiile arheologice, iar studiile geotehnice sunt în curs de realizare. Pentru tronsonul Bacău – Pașcani (77,28 km) vor începe exproprierile în 2021.

#### Ploiești–Buzău
| Tronson          | Lungime | Antreprenor       | Fază     | Statut    |
| ---------------- | ------- | ----------------- | -------- | --------- |
| Dumbrava–Mizil   | 21 km   | Pizzarotti–Retter | Execuție | finalizat |
| Mizil–Stâlpu     | 28,3 km | CONI–Trace        | Execuție | în lucru  |
| Stâlpu–Buzău Est | 13,9 km | Nurol⁠(d)          | Execuție | în lucru  |

Tronsonul Ploiești–Buzău a fost scos la licitație în iulie 2021 și a fost împărțit în trei loturi: lotul 1 Dumbrava–Mizil (km 0+000–km 21+000), lotul 2 Mizil–Stâlpu (km 21+000–km 49+350) și lotul 3 Stâlpu–municipiul Buzău (km 49+350–km 63+250).
În 7 iunie 2022, lotul 2 a fost atribuit asocierii CONI-Trace iar pe 16 iunie 2022 a fost semnat și contractul de exectuție pentru lotul 1 cu asocierea Impressa Pizarotti-Retter. Lotul 1 a fost deschis pe 23 decembrie 2024, fără intersecția de la Cioceni.

#### Buzău–Focșani
| Tronson                         | Lungime  | Antreprenor   | Fază     | Statut    |
| ------------------------------- | -------- | ------------- | -------- | --------- |
| Buzău Est–Vadu Pașii            | 4,6 km   | UMB Spedition | Execuție | finalizat |
| Vadu Pașii–Râmnicu Sărat        | 30,8 km  | UMB Spedition | Execuție | finalizat |
| Râmnicu Sărat–Mândrești Munteni | 36,1 km  | UMB Spedition | Execuție | finalizat |
| Mândrești Munteni–Focșani Nord  | 10,94 km | UMB Spedition | Execuție | finalizat |

Tronsonul are lungimea de 82,44 km și este împărțit în 4 loturi:
- Lotul 1 km 0+000–km 4+600 — Buzău (Tronsonul Ploiești –Buzău)–Vadu Pașii (inclusiv drum de legătură către DN2), cu lungimea 4,60 km;
- Lotul 2 km 4+600–km 35+400 — Vadu Pașii (intersecția cu drumul de legătură către DN2)–Râmnicu Sărat (DN22), cu lungimea 30,80 km;
- Lotul 3 km 35+400–km 71+500 — Râmnicu Sărat (DN22)–Mândrești-Munteni (DN23), cu lungimea 36,10 km;
- Lotul 4 km 71+500–km 82+440 — Mândrești-Munteni (DN23)–Focșani Nord (DN2), cu lungimea 10,94 km.

Proiectarea acestei porțiuni a întâmpinat piedici la lotul 4, Mândrești-Munteni–Focșani Nord, deoarece autoritățile locale au insistat ca autostrada să ocolească larg orașul Focșani, inclusiv localitățile componente Mândrești Munteni și Mândrești-Moldova cu câmpul nedezvoltat dintre ele și oraș. Schimbarea a fost limitată la acel lot, nu și la cele vecine, ceea ce ar fi netezit asperitățile traseului, astfel că proiectul finalizat prezintă ceea ce presa și societatea civilă a denumit o „cocoașă” în dreptul Focșaniului.
Primele contracte de pe acest tronson (cele două capete, loturile 1 și 4) au fost atribuite la sfârșitul verii lui 2022, ambele constructorului UMB Spedition.
La data de 7 noiembrie 2024, s-a deschis o parte din tronsonul Mândrești Munteni–Focșani Nord a fost deschis circulației, servind ca variantă de ocolire a municipiului Focșani între DN2 dinspre Focșani și DN23 dinspre Galați, dar la acea dată rămăsese în lucru drumul de legătură care ar fi permis și ocolirea Focșaniului de traficul dinspre DN2D, inclus în același lot.
Lotul Vadu Pașii–Râmnicu Sărat a fost finalizat și deschis și el pe 20 noiembrie 2024, împreună cu drumul de legătură Vadu Pașii–Gura Câlnăului de pe lotul Buzău–Vadu Pașii.
Aceste două segmente disparate au fost conectate într-o legătură continuă între Buzău și Focșani după ce a fost deschis circulației la 20 decembrie 2024 și lotul Râmnicu Sărat—Mândrești-Munteni.

#### Focșani-Bacău
| Tronson                    | Lungime  | Antreprenor   | Fază     | Statut   |
| -------------------------- | -------- | ------------- | -------- | -------- |
| Focșani Nord–Domnești-Târg | 35,6 km  | UMB Spedition | Execuție | în lucru |
| Domnești-Târg–Răcăciuni    | 38,78 km | UMB Spedition | Execuție | în lucru |
| Răcăciuni–Bacău Sud        | 21,52 km | UMB Spedition | Execuție | în lucru |

Tronsonul are lungimea de 95,9 km și este împărțit în 3 loturi:
- Lotul 1 km 0+000 — km 35+ 600, Focșani - Domnești Târg, cu lungimea de 35,60 km;
- Lotul 2 km 35+600 — km 74+380, Domnești Târg - Răcăciuni, cu lungimea de 38,78 km;
- Lotul 3 km 74+380 — km 95+902,35, Răcăciuni - Bacău, cu lungimea de 21,522 km.

Toate cele trei loturi au fost atribuite în luna noiembrie a anului 2022 constructorului UMB Spedition și semnate în decembrie.

#### Bacău-Pașcani
| Tronson            | Lungime  | Antreprenor   | Fază     | Statut   |
| ------------------ | -------- | ------------- | -------- | -------- |
| Săucești–Trifești  | 30,3 km  | UMB Spedition | Execuție | în lucru |
| Trifești–Gherăești | 18,99 km | UMB Spedition | Execuție | în lucru |
| Mircești–Pașcani   | 28,09 km | UMB Spedition | Execuție | în lucru |

Tronsonul are lungimea de 77,39 km și este împărțit în 3 loturi:
- Lotul 1 km 0+000 — Km 30+300, Săucești (județ Bacău) - Trifești (județ Neamț), cu lungimea de 30,3 km;
- Lotul 2 km 30+300 — Km 49+299, Trifești (județ Neamț) - Gherăești (județ Neamț), cu lungimea de 18,99 km;
- Lotul 3 km 49+299 — Km 77+393.7, Mircești (județ lași) - Pașcani (județ Iași), cu lungimea de 28,09 km.

Toate cele trei loturi au fost atribuite în luna decembrie a anului 2022 constructorului UMB Spedition.